# Македонски миш
Македонски миш (лат. Mus macedonicus) је глодар из породице мишева (Muridae). Сматра се дијелом палеарктичке групе заједно са три друге врсте: кућним мишем, мишем хумкашем и алжирским мишем.

## Опис
Македонски миш је мали глодавац, тежине 15 грама 15 g (0,53 oz). Боја крзна је промјенљива у свом опсегу; у студији бројних примјерака у Турској, македонски мишеви су пронађени да имају боје у распону од тамно браон до блиједо свијетло браон до тамно-црвенкасто браон. Постоји јасна линија разграничења дуж бокова која раздваја горњу и доњу обојеност. Доња боја се кретала од бјеличасте сиве, чисто бијеле, жућкасто бијеле и црвенкасто бијеле. Уши имају ситне бијеле длаке. Овај глодар има реп који је тамно браон на врху и свјетлији на дну. Доњи дио стопала македонског миша је гол, док врхови стопала имају бијеле длаке. Македонски мишеви су ноћне животиње.
Одрасли примјерци су мишеви средње величине са дужином главе и торза од 65 до 98 мм, дужином репа од 56 до 82 мм и тежином од 11 до 30 г. Генерално, женке постижу већу тежину. Задње ноге су дугачке 12 до 18 мм, а дужина ушију је 9 до 16 мм. Код македонског кућног миша, горња страна је прекривена више или мање тамно сиво-смеђим крзном, док је доња страна свијетло сива до бијеле бој. Као и код обичног кућног миша (Mus musculus), горњи секутиће су благо урезани. Женке имају десет сиса распоређених у паровима. Диплоидни хромозомски скуп ове врсте формиран је од 40 хромозома (2n = 40).

## Физиологија
Тјелесна маса македонских мишева изложених кратким фотопериодима се повећала - у суштини су постали већи да би остали топлији када је хладно.  Кратки фотопериоди су такође повећали њихову отпорност на хладноћу, док су дуги фотопериоди повећали њихову способност да управљају вишим температурама.  Потрошња хране и производња отпада су нижи код мишева који имају дуже фотопериоде.  Ове физиолошке промјене омогућавају мишевима да буду добро прилагођени промјенама које се дешавају на Медитерану на сезонској основи.  Овај миш такође показује генетску тенденцију за глија фибриларног киселог протеина у њиховим епителним ћелијама сочива. Ово је нови маркер полиморфизма у роду Мус.

## Морфологија
sutura squamalis се разликује од других врста, јер је изглађена или стрши благо напријед.  Горњи дио зигоматичног лука је такође ужи од доњег дијела.  Македонски мишеви пронађени у Израелу су мањи од својих сјеверних колега.

## Понашање и начин живота
Врста је ноћна и креће се углавном по земљи. Исхрана македонског кућног миша укључује сјеме биљака и разне друге дијелове биљака. Током сезоне парења у прољеће и љето, женке обично имају 6 до 7 потомака и ријетко до 10 младих по леглу.

## Распрострањење
Врста има станиште у Азербејџану, Бугарској, Грузији, Грчкој, Израелу, Ирану, Јерменији, Јордану, Либану, Македонији, Сирији, Србији и Турској.

## Станиште
Македонски миш има станиште на копну.

## Угроженост
Ова врста није угрожена, и наведена је као последња брига јер има широко распрострањење.

### Популациони тренд
Популација ове врсте је стабилна, судећи по доступним подацима.

## Спољашња веза
- црвена листа угрожених врста, детаљнији подаци о врсти (језик: енглески)